# كأس تونس للكرة الطائرة للسيدات 2022–23
كأس تونس للكرة الطائرة للسيدات 2022-2023 هو الموسم رقم 64 من كأس تونس للكرة الطائرة للسيدات.
فاز بهذا الموسم النادي النسائي بقرطاج.

## روابط خارجية
- الموقع الرسمي للجامعة التونسية للكرة الطائرة.